# Sergentomyia englishae
Sergentomyia englishae är en tvåvingeart som först beskrevs av Tonnoir 1935.  Sergentomyia englishae ingår i släktet Sergentomyia och familjen fjärilsmyggor. Inga underarter finns listade i Catalogue of Life.